# Justicia tutukuensis
Justicia tutukuensis är en akantusväxtart som beskrevs av Champl.. Justicia tutukuensis ingår i släktet Justicia och familjen akantusväxter. Inga underarter finns listade i Catalogue of Life.